# Waldhaus (Boxberg)
Waldhaus ist ein Wohnplatz auf der Gemarkung des Boxberger Stadtteils Wölchingen im Main-Tauber-Kreis im fränkisch geprägten Nordosten Baden-Württembergs.

## Geographie

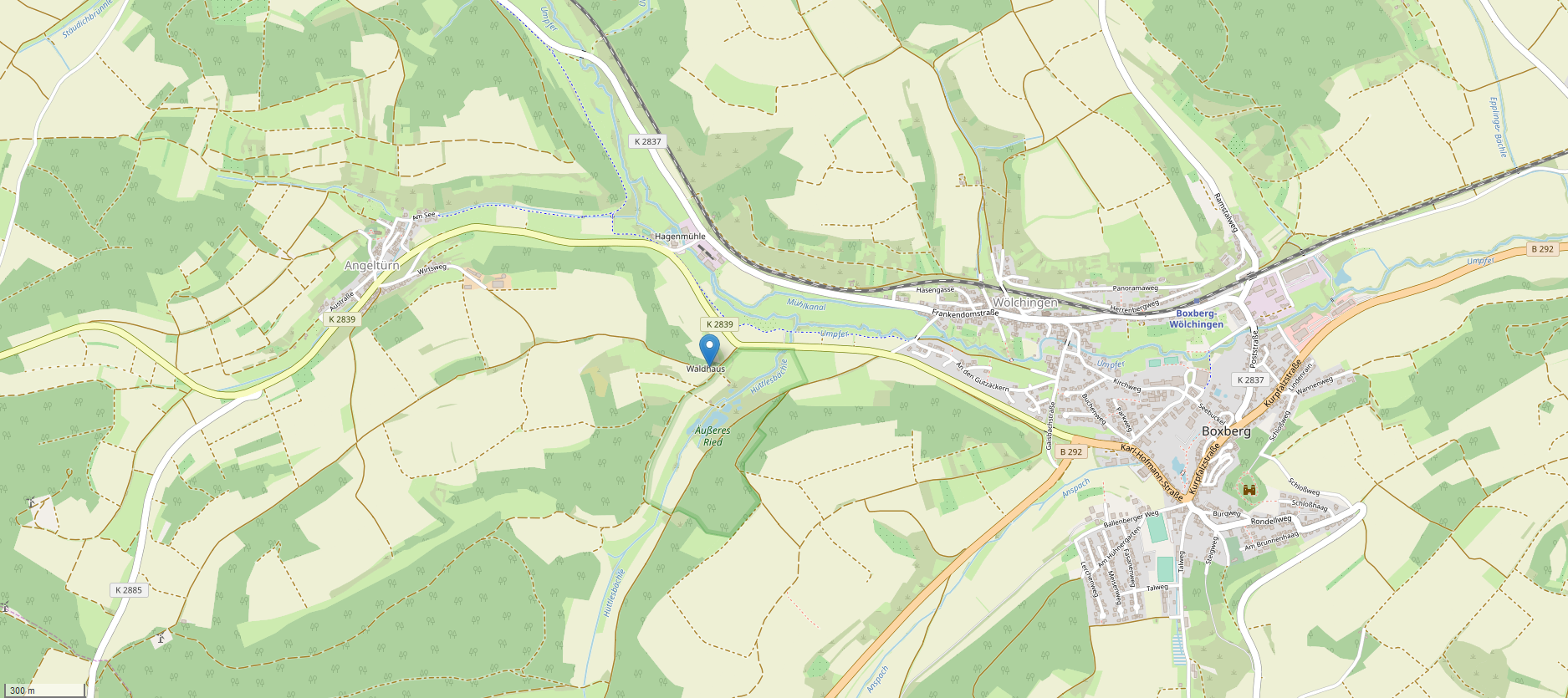
Lage des Wohnplatzes Waldhaus

Der Wohnplatz Waldhaus befindet sich am Rande des Naturschutzgebietes Äußeres Ried zwischen den Boxberger Stadtteilen Wölchingen und Angeltürn. Etwa 400 Meter nordöstlich des Wohnplatzes mündet das Hüttlesbächle von links in die Umpfer.

## Geschichte
Der Wohnplatz Waldhaus kam als Teil der ehemals selbständigen Gemeinde Wölchingen am 1. Dezember 1972 zur Stadt Boxberg.

## Verkehr
Waldhaus ist über einen von der K 2839 abzweigenden Wirtschaftsweg zu erreichen.